# رغل عدسي
رغل عدسي (الاسم العلمي:Atriplex lentiformis) هو نوع نباتي يتبع جنس الرغل من الفصيلة القطيفية.